# Grand complexe sportif de Constantine
 (avril 2014).
Si vous disposez d'ouvrages ou d'articles de référence ou si vous connaissez des sites web de qualité traitant du thème abordé ici, merci de compléter l'article en donnant les références utiles à sa vérifiabilité et en les liant à la section « Notes et références ».
Le grand complexe sportif de Constantine (en arabe : مجمع رياضي كبير بقسنطينة) est le futur complexe situé dans la ville Ali Mendjeli. Il devrait être terminé avant la fin 2025.
Le grand complexe sportif de Constantine et le complexe olympique sont actuellement en construction cours situé à Ali Mendjeli.
Sa capacité sera de 50 000 places.

## Histoire
Signalant que l’étude afférente à ce projet a fait l’objet, il y a quelques jours, d’un appel d’offres, M. Mohamed-Cherif Kouita a précisé que les travaux de réalisation du complexe seront lancés de façon “fragmentée” et non d’un seul tenant comme mentionné dans le cahier des charges préliminaire. Cette décision fait suite à une instruction du ministère des finances recommandant une gestion financière “prudente et sans la moindre faille” dans la conduite de ce projet “grandiose”, a fait savoir le même responsable, soulignant que cela a amené les autorités de la wilaya de Constantine à porter des “modifications de fond” sur les modalités de réalisation de ce complexe. Le stade olympique, pourvu d’une aire de jeu en gazon naturel, sera doté, entre autres, de gradins couverts de 50.000 sièges, de deux terrains réplique, d’une piste d’athlétisme à 10 couloirs, avec « rivière » pour le 3 000 m steeple, sautoirs pour la longueur et la hauteur, ainsi que d’une salle de musculation, des vestiaires ultra-équipés et des bureaux pour officiels. Le reste des infrastructures formant ce complexe sportif, à savoir, des salles omnisports couvertes, deux piscines olympique et semi olympique, ainsi qu’un hôtel, seront réalisées dans une seconde phase, au fur et à mesure de l’avancement des travaux du stade olympique, a indiqué le DLEP. Le projet de réalisation de ce complexe sportif, annoncé en 2007, avait nécessité la délocalisation d’une “casse” automobile (ferraille) couvrant une immense surface en bordure de la route nationale no 79. Cette dernière, anciennement chemin de wilaya (no 24), passant non loin de l’aéroport Mohamed-Boudiaf, devra faire prochainement l’objet, selon les services des Travaux publics,
Le lancement officiel des travaux a eu lieu en 2015.

## Caractéristiques

### Installations
La réalisation des six autres infrastructures n'est qu'une question de temps. Ceux-ci, pour rappel, consistent d'une piste d'athlétisme de 10 couloirs avec des sautoirs pour la longueur et la hauteur, une piscine olympique de 3.000 places, une salle omnisports de 5.000 places, un terrain de tennis de 6.000 places ainsi qu'un ensemble de terrains pour les sports collectifs de plein air. Une structure d'hébergement des sportifs, avec un hôtel de 1.500 lits et un restaurant pouvant servir jusqu'à 2.000 repas sont également prévus. Enfin, notre interlocuteur souligne que la concrétisation de ce mégaprojet s'étalera sur au moins six années et nécessitera la participation de plusieurs bureaux d'études, de dizaines d'entreprises de réalisation nationales et étrangères.

## Budget

### Autres références
1. ↑  hichem secraoui, « Le grand complexe sportif de Constantine bientôt en chantier », sur www.djazairess.com, 26 mai 2014 (consulté le 9 juillet 2010)